# Муса, Амр
Амр Мухаммед Муса (араб. عمرو محمد موسى‎, 3 октября 1936, Каир, Египет) — египетский дипломат. С 2001 по 2011 год являлся генеральным секретарем Лиги Арабских Государств.

## Биография
Изучал право в Каирском университете, который окончил в 1957 году.
В период с 1958 по 1972 занимал различные должности, в том числе в египетском посольстве в Швейцарии и представительстве Египта в ООН. С 1991 по 2001 год работал министром иностранных дел Египта.
Был генеральным секретарём Лиги арабских государств. 15 мая 2011 года вместо него новым генсеком ЛАГ был избран глава МИД Египта Набиль аль-Араби.
Амр Муса был одним из кандидатов на пост президента Египта на выборах в мае 2012 года. В первом туре выборов за него, по данным «аль-Ахрам», было отдано более двух с половиной миллионов голосов избирателей, что, однако, не позволило ему пройти во второй тур выборов.

## Награды
- Большая лента ордена Нила.
- Большая лента ордена Республики.
- Большой крест ордена Освободителя Сан-Мартина (Аргентина).
- Большой крест ордена Южного Креста (Бразилия).
- Большой крест национального ордена Заслуг (Эквадор).
- Большой крест 1-й степени ордена «За заслуги перед Федеративной Республикой Германия» (Германия).
- Большая лента Национального орден Эль-Нилейна (Судан).
- Большая лента ордена Республики (Тунис).
- Орден Дружбы (17 сентября 2009 года, Россия) — за большой вклад в развитие сотрудничества между Российской Федерацией и Арабской Республикой Египет[4].
- Орден Звезды Иерусалима (Палестинская национальная администрация, 2011 год)[5].